# Jordi Rubio
Jordi Rubio Gómez (Andorra la Vella, 1 de novembro de 1986) é um futebolista andorrano que atua como lateral-direito ou ponta-direita. Atualmente joga pelo Pas de la Casa e pela Seleção Andorrana.

## Carreira em clubes
Durante sua carreira, Rubio defendeu apenas equipes andorranas, com destaque para as duas passagens por FC Andorra e UE Santa Coloma, entre 2006 e 2020. Passou também por Inter d'Escaldes e UE Engordany antes de assinar com o Pas de la Casa em 2023.

## Seleção nacional

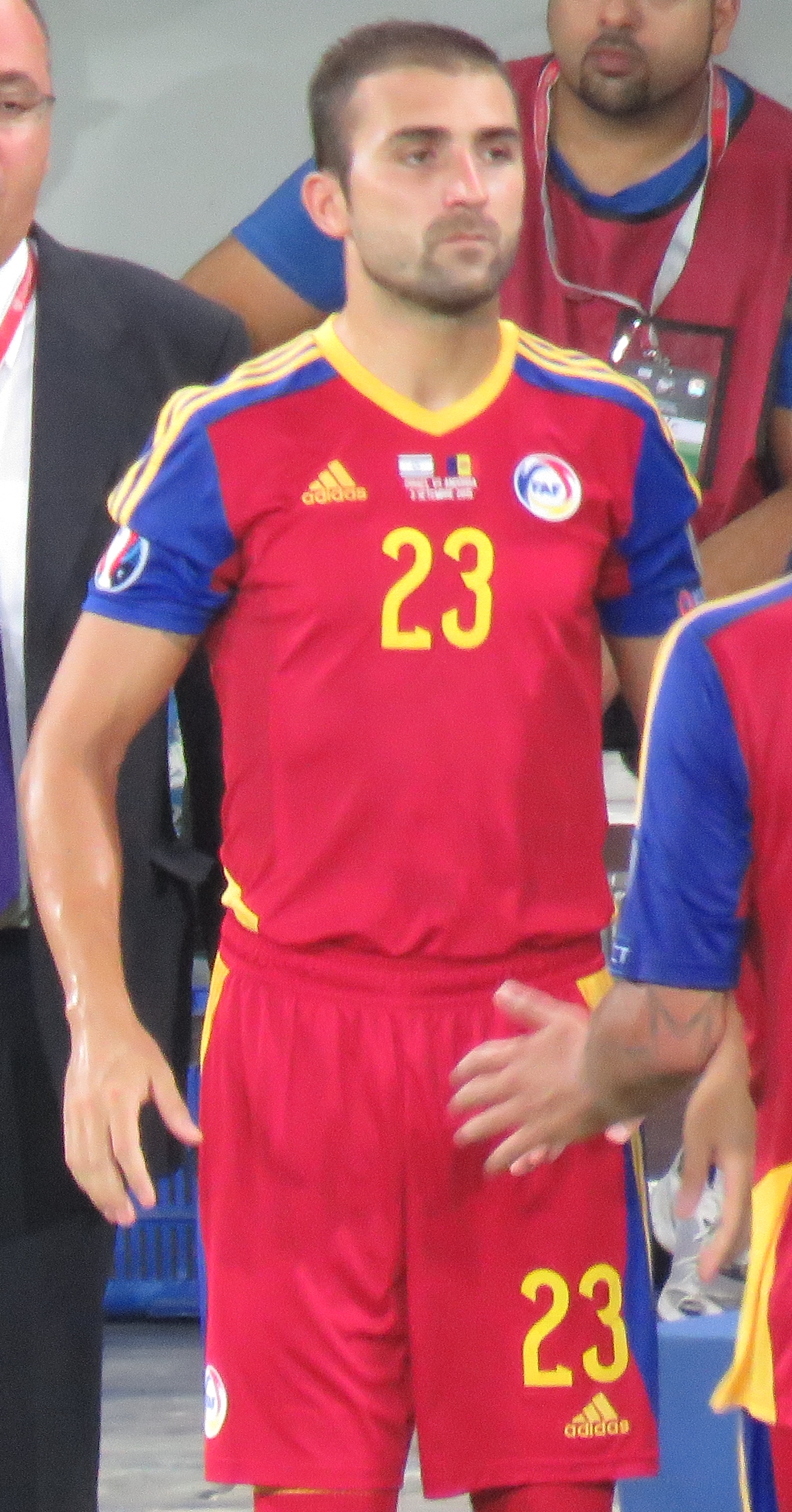
Rubio pela Seleção Andorrana

Rubio estreou pela Seleção Andorrana em agosto de 2006, num amistoso contra a Bielorrússia. Desde então, foram 64 partidas disputadas com a camisa dos Tricolors.[carece de fontes?]

## Títulos
UE Santa Coloma
- Copa Constitució: 2013, 2016, 2017
- Supercopa de Andorra: 2016

Inter d'Escaldes
- Primeira Divisão de Andorra: 2020–21, 2021–22
- Copa Constitució: 2020
- Supercopa de Andorra: 2020, 2021, 2022